# Die Rache des Pharao
Die Rache des Pharao (Originaltitel: The Curse of the Mummy’s Tomb) ist ein Horrorfilm der britischen Produktionsgesellschaft Hammer aus dem Jahr 1964. Er ist der zweite Film aus einer Reihe von vier „Mumien-Filmen“, die Hammer produziert hat. Die anderen sind Die Rache der Pharaonen, Der Fluch der Mumie und Das Grab der blutigen Mumie.

## Handlung
Im Jahr 1900 befinden sich die Ägyptologen John Bray, Sir Giles Dalrymple und Professor Eugene Dubois in Begleitung Professor Dubois Tochter Annette zu Ausgrabungen in Ägypten. Sie entdecken den Sarkophag des Pharao Ra-Antef, der von dem Amerikaner Alexander King nach London gebracht wird, um ihn dort auszustellen.
In London verschwindet die Mumie aus ihrem Sarkophag und einige der Expeditionsteilnehmer kommen auf grausame Weise ums Leben. Es scheint, als wolle die Mumie Rache an denjenigen nehmen, die ihre ewige Ruhe gestört haben.

## Synchronisation
Die deutschsprachige Synchronfassung entstand bei der Elite Film Franz Schröder, Berlin. Georg Laub schrieb das Dialogbuch und Heinz Giese führte Regie.
| Figur               | Darsteller     | Deutscher Sprecher      |
| ------------------- | -------------- | ----------------------- |
| Adam Beauchamp      | Terence Morgan | Friedrich W. Bauschulte |
| John Bray           | Ronald Howard  | Herbert Stass           |
| Alexander King      | Fred Clark     | Klaus W. Krause         |
| Annette Dubois      | Jeanne Roland  | Ilse Pagé               |
| Hashmi Bey          | George Pastell | Lothar Blumhagen        |
| Sir Giles Dalrymple | Jack Gwillim   | Kurt Waitzmann          |
| Inspector Mackenzie | John Paul      | Arnold Marquis          |

## Produktion
Der Film wurde mit einem Budget von 103.000 Pfund in den Elstree Studios in Borehamwood aufgenommen. Jeanne Roland, die in dem Film ihr Leinwanddebüt gab, wurde wegen ihres starken Akzents synchronisiert. Während der Szenen, die als Rückblick in Ägypten spielen, ist Franz Reizensteins musikalisches Leitmotiv aus Die Rache der Pharaonen zu hören. Der erneute Einsatz des Musikstücks ergab sich aus finanziellen Überlegungen und nicht, weil man sich ein gemeinsames Leitmotiv für die Filme wünschte.

## Kritiken
- Cinema: „Routinierter Grusel mit unfreiwilliger Komik“, in dem der Regisseur „kaum mehr als alte Kamellen aus der Mottenkiste des Genres“ hole.[2]
- Lexikon des internationalen Films: „Primitiver Gruselfilm mit unfreiwillig komischen Szenen.“[3]
- Evangelischer Filmbeobachter: „Nicht schlecht gemacht, aber mit unklarem geistigen Hintergrund und Grauen verbreitend. Ohne Befürwortung.“[4]